# Такач, Иштван
Иштван Такач (венг. Takács István, 1 января 2000) — венгерский борец греко-римского стиля, чемпион Европы 2023 года.

## Биография
Родился в 2000 году. В 2019 стал победителем и чемпионата мира, чемпионата Европы среди юниоров. В 2022 году одержал победу на молодёжном чемпионате мира, который проходил в Испании.
В 2023 году в категории до 87 кг одержал победу на турнире из серии гран-при в Загребе.
На чемпионате Европы 2023 года, который проходил в Загребе, в весовой категории до 87 кг завоевал золотую медаль победив в финале турецкого борца Али Ченгиза. Иштван стал чемпионом Европы. 